# SIAI S.22
Il SIAI S.22 è stato un idrocorsa biplano bimotore italiano costruito dalla SIAI per la Coppa Schneider del 1921.

## Storia del progetto
Fu progettato, nei cantieri di Sesto Calende nel 1920 dall'ing. Raffaele Conflenti per realizzare un modello da iscrivere alla quinta edizione della Coppa Schneider, competizione che si sarebbe svolta l'11 agosto 1921 sul circuito di Venezia.
Il velivolo venne presentato al Meeting di Monaco e collaudato con esito soddisfacente dai piloti Maddalena e Jannello, quindi fu iscritto per la Coppa Schneider con il numero di gara 19, però nella lista dei partecipanti era in realtà il numero 17; questo velivolo era destinato al pilota Umberto Maddalena.
Il velivolo prima del trasferimento a Venezia per la gara della Coppa Schneider, il 28 luglio 1920 appena decollato dallo scalo di S. Anna, probabilmente per uno stallo d'ala, giunto sopra Stresa, si inabissava nelle acque del lago Lago Maggiore; nell'incidente persero la vita il pilota Gianni del Maschio e il motorista Pietro Grippa, i cui corpi non furono mai ritrovati.
A ricordo di quest'episodio fu posta una lapide nel cimitero di Sesto Calende:
(Una misteriosa tragedia di 80 anni fa)
Da questo progetto fu sviluppato successivamente il SIAI S.24 che era un velivolo passeggeri.

## Tecnica
L'S.22 era un monoposto bimotore biplano idrovolante, costruito in legno con rivestimento in tela. Esso fu il primo esempio di velivolo con installazione multipla dei motori per un idrovolante da gara progettato per la coppa Schneider. Questa tipologia di installazione motoristica, negli anni successivi, fu ampiamente utilizzata dalla SIAI poi SIAI-Marchetti.

### Cellula
La fusoliera a monocarena era ampia e avrebbe consentito di alloggiare fino a 8 passeggeri, cosa che fu fatta per la successiva versione passeggeri l'S.24. I posti scoperti per i due membri dell'equipaggio erano paralleli e posti poco avanti il castello dei motori, protetti da piccoli parabrezza.

### Motori
Aveva due motori Isotta Fraschini V.6 a 6 cilindri in linea raffreddati ad aria, posti in tandem con configurazione traente-spingente che muovevano due eliche quadripala in legno con ogiva metallica. I due motori provvisti di carenatura erano posti sotto l'ala e sopra la fusoliera, saldamente trattenuti da 8 montanti metallici carenati anch'essi.

### Sistemi ed impianti
Aveva due piccoli galleggianti alle estremità alari e due alettoni sulle ali inferiori; le ali avevano uguale ampiezza e disegno, con l'ala superiore in un unico pezzo. Possedeva due puntoni verticali alle estremità alari e due puntoni più sottili a metà campata con controventature a funi disposte ad X. I radiatori dei motori erano esterni posti lateralmente e perpendicolari, a metà del tandem motore.